# 安姬拉·夏納萊克
安姬拉·夏納萊克（德語：Angela Schanelec；1962年2月14日—）是德國電影導演、編劇與演員。

## 生平
安姬拉·夏納萊克早先以劇場演員起家，1990年至1995年她於德國電影與電視學院主修電影，在那裡她師承了知名導演哈倫·法羅基與哈特穆特·畢托斯基，並結識同輩的克里斯汀·佩佐與湯瑪斯·阿斯藍，這些電影導演被認為後來帶起了柏林學派的第一波浪潮。她曾以《城市之地》(1998)與《我心遺留在馬賽》(2004)進入坎城影展一種注目單元。2019年，她以第8部長片《我當時在家，但...》進入第69屆柏林影展正式競賽單元，並獲頒最佳導演銀熊獎
；接著在2023年又以鬆散改編自希臘神話伊底帕斯的電影《音樂》於第73屆柏林影展獲得最佳劇本銀熊獎。

### 教学
2012年起，夏納萊克開始在漢堡美術大學教授劇情片。

### 私人生活
夏納萊克曾與演員尤根·哥許為伴侶關係，雙方育有兩名小孩，兩人關係直至2009年哥許過世。

## 風格
夏納萊克的電影語言較其他柏林學派導演為激進，她的作品以緩慢且靜態的長鏡頭聞名，角色多以節制的情緒與動作展現出獨特的樸實氛圍，敘事上也充滿斷裂性，作品常處理現代社會中人際關係的困境，尤其是溝通的失敗；她的風格常被與其他歐洲前衛電影導演相提並論，包括香妲·艾克曼、米開朗基羅·安東尼奧尼與羅伯特·布列松，尤其布列松對她影響甚大。

## 電影作品

### 劇情長片
- 1995年：《迷情三角》(Das Glück meiner Schwester)
- 1998年：《城市之地（英语：Places in Cities）》(Plätze in Städten)
- 2001年：《漫漫吾日》(Mein langsames Leben)
- 2004年：《我心遺留在馬賽（英语：Marseille (2004 film)）》(Marseille)
- 2007年：《下午時光》(Nachmittag)
- 2010年：《奧利機場（英语：Orly (film)）》(Orly)
- 2016年：《夢中小徑》(Der traumhafte Weg)
- 2019年：《我當時在家，但...》(Ich war zuhause, aber…)
- 2023年：《聲聲長流（德语：Music (2023)）》(Music)[10]

### 短片
- 1991年：《美麗的黃色》(Schöne gelbe Farbe)
- 1994年：《我整個夏天都待在柏林》(Ich bin den Sommer über in Berlin geblieben)
- 2014年：《賽拉耶佛之橋（英语：Bridges of Sarajevo）》(Les Ponts de Sarajevo)中一段

## 外部連結
- Angela Schanelec在互联网电影资料库（IMDb）上的資料（英文）
- 互联网电影数据库上Schramm Film Koerner & Weber的资料（英文）